# Kumauni jezik
Kumauni jezik (kumaoni, kamaoni, kumauni, kumau, kumawani, kumgoni, kumman, kunayaoni; ISO 639-3: kfy), indoarijski jezik iz Indijskih država Uttar Pradesh, Assam, Bihar, Madhya Pradesh, Maharashtra, Nagaland i teritorija Delhija. Pripada sjevernoj skupini indoarijskih jezika, unutar koje čine posebnu podskupinu, čiji je jedini predstavnik.
Govori ga 2 360 000 ljudi (1998) a razlikuje se nekoliko diajalekata, to su Centralnokumaonskii, sjeveroistočni kumaonskii, jugoistočni kumaonski, i zapadnokumaonski.

## Vanjske poveznice
- Ethnologue (14th)
- Ethnologue (15th)